# Eriachne fastigiata
Eriachne fastigiata är en gräsart som beskrevs av Michael Lazarides. Eriachne fastigiata ingår i släktet Eriachne och familjen gräs. Inga underarter finns listade i Catalogue of Life.